# Sargocentron rubrum
Espèce
Sargocentron rubrum est une espèce de poisson de la famille  des holocentridés.

## Description

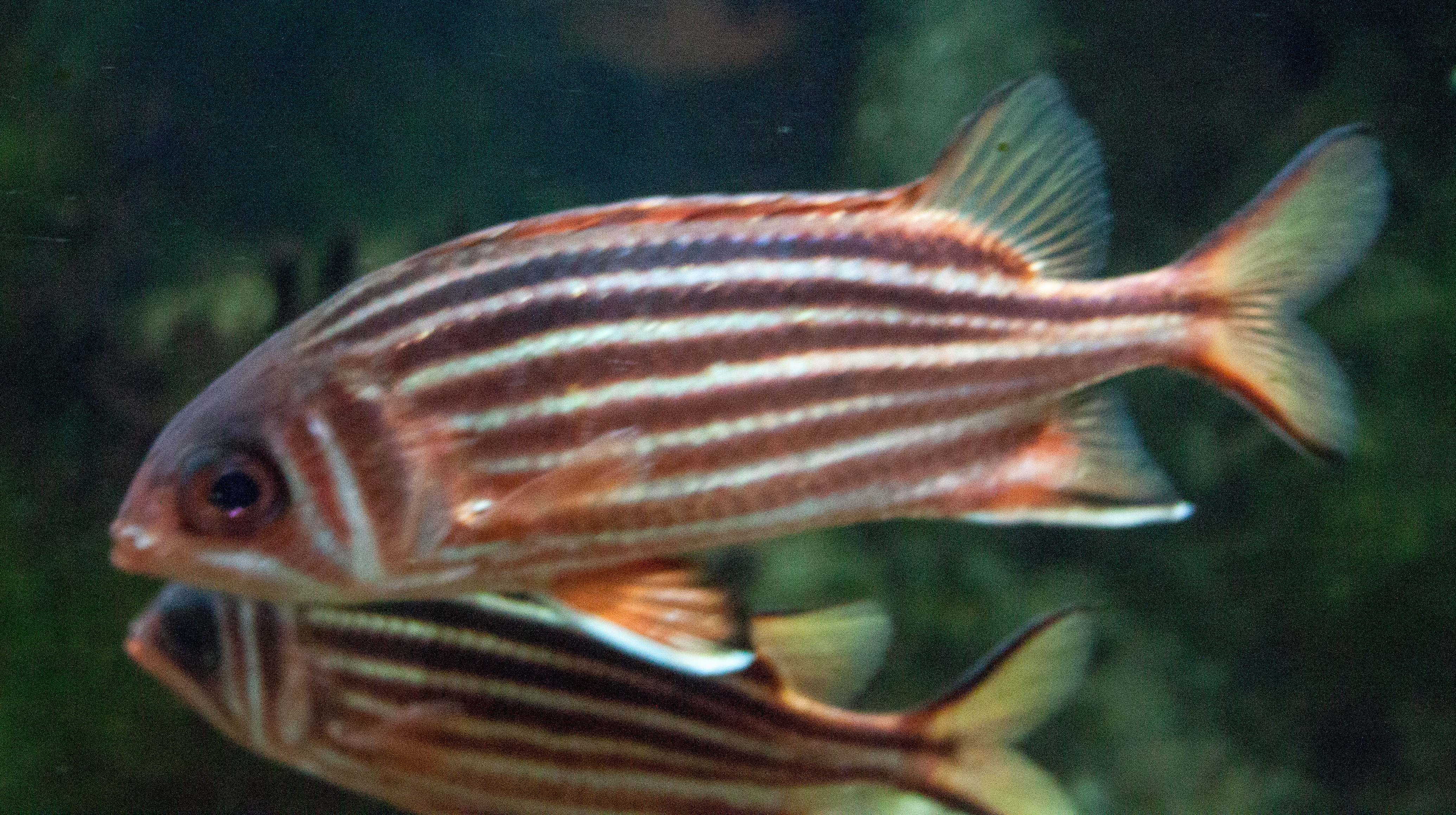
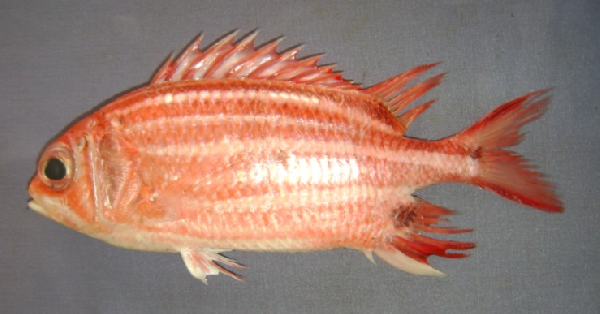

## Répartition
C'est un poisson originaire de l'océan Indien et de Mer Rouge, devenu invasif en Méditerranée où il figure sur la « Liste noire des espèces envahissantes dans le milieu marin » de Méditerranée de l'UICN.